# Episodi di Sesto senso (serie televisiva) (seconda stagione)
Di seguito l'elenco degli episodi della seconda stagione della serie televisiva Sesto senso. 
| n° | Titolo originale                              | Titolo italiano                     | Prima TV USA | Prima TV Italia |
| -- | --------------------------------------------- | ----------------------------------- | ------------ | --------------- |
| 1  | Coffin coffin in the sky                      | Una bara, una bara                  |              |                 |
| 2  | Dear Joan: We're Going to Scare You to Death  | Cara Joan, ti spaventeremo a morte! |              |                 |
| 3  | Witness within                                | La figlia del buio                  |              |                 |
| 4  | With Affection, Jack the Ripper               | Con affetto, Jack lo Squartatore    |              |                 |
| 5  | Once Upon a Chilling                          | Esperimento di ibernazione          |              |                 |
| 6  | Through a Flame Darkly                        | Attraverso una fiamma oscura        |              |                 |
| 7  | I Did Not Mean to Slay Thee                   | Non volevo ucciderti                |              |                 |
| 8  | And Scream by the Light of the Moon, the Moon | Un urlo in una notte di plenilunio  |              |                 |
| 9  | If I Should Die Before I Wake                 | Se morissi prima di svegliarmi      |              |                 |
| 10 | Five Widows Weeping                           | Cinque donne che piangono           |              |                 |
| 11 | Gallows in the Wind                           | Patiboli nel vento                  |              |                 |
| 12 | The Eyes That Wouldn't Die                    | Gli occhi che non volevano morire   |              |                 |